# Legénd
Legénd è un comune dell'Ungheria di 552 abitanti (dati 2001). È situato nella contea di Nógrád.